# Pasqual Mollà i Martínez
Pasqual Mollà i Martínez (Elx, 5 de març de 1956) és un polític valencià diputat a les Corts Valencianes per Esquerra Unida del País Valencià (EUPV) des de 1987 fins al 1999. Actualment milita a Iniciativa del Poble Valencià-Coalició Compromís i és membre de la comissió executiva federal d'Equo.

## Biografia
Llicenciat en matemàtiques i amb estudis de dret i pedagogia, el 1973 va ingressar en el PCPV. Va participar activament en la fundació de la Junta Democràtica del País Valencià en 1974 i les lluites universitàries de finals del franquisme i en l'organització dels moviments socials de la transició (sindicats, associacions de veïns, de pares i mares...) com a membre de Comissions Obreres. Impulsor de la renovació pedagògica i de la posada en marxa l'any 1983 de l'Escola d'Estiu d'Elx. Fou regidor de l'Ajuntament d'Elx des del 1983 al 1989, i diputat a les Corts Valencianes des del 1987 fins al 1999. Ha estat vicepresident de la Comissió d'Investigació sobre adjudicació de les emissores de Freqüència Modulada (1989-1991) i president de la Comissió Especial d'estudi sobre la situació de la Sequera a la Comunitat Valenciana
Fundador d'EUPV l'any 1987. Va ser coordinador de relacions polítiques i institucionals i portaveu d'Esquerra i País, corrent polític d'EU defensor de la complementarietat de l'esquerra i el nacionalisme valencians, i que l'any 2007 va trencar amb el partit arran de la crisi al si de la coalició política Compromís pel País Valencià entre EUPV i el BLOC Nacionalista Valencià. Mollà i altres companys fundarien el nou partit Iniciativa pel Poble Valencià.
La seua filla, Mireia Mollà i Herrera és diputada a les Corts Valencianes des del 2007 dins la coalició Compromís pel País Valencià, milita també a Iniciativa i va ser la cap de llista per Alacant de Coalició Compromís en les Eleccions a les Corts Valencianes de 2011.